# Jeggau
Jeggau is een plaats en voormalige gemeente in de Duitse deelstaat Saksen-Anhalt en maakt deel uit van de gemeente Gardelegen in de Landkreis Altmarkkreis Salzwedel.
Jeggau telde begin 2022, volgens de website van de gemeente Gardelegen, 195 inwoners, exclusief de 18 mensen, die op die datum in het gehucht Eigenthum woonden. Jeggau en Eigenthum vormen samen de Ortschaft Jeggau binnen de gemeente Gardelegen; zie verder aldaar.

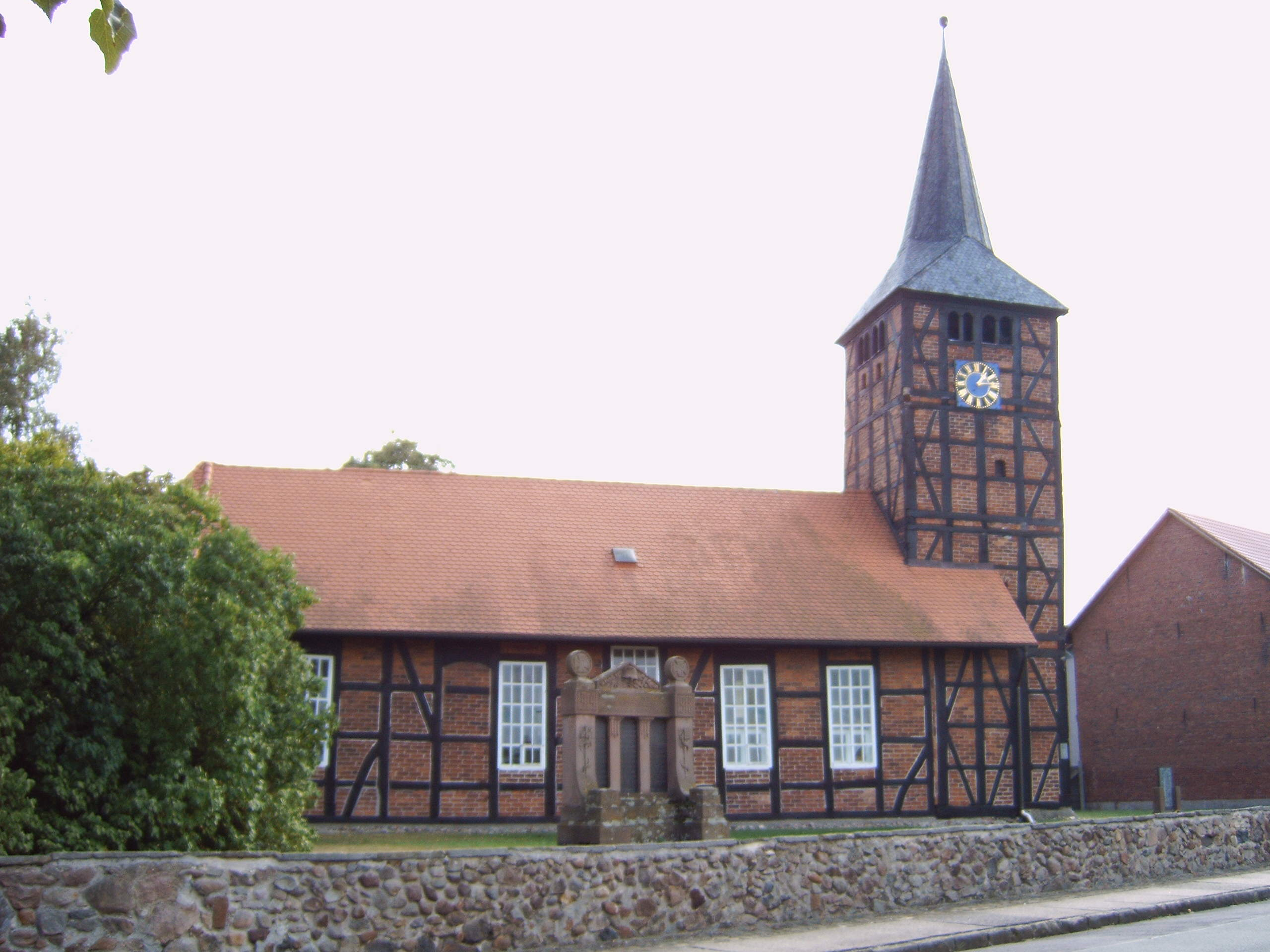
Evang.-lutherse kerk in Jeggau, bouwjaar 1687-88

Algenstedt · Berge · Breitenfeld · Dannefeld · Estedt · Gardelegen Stadt · Hemstedt · Hottendorf · Jävenitz · Jeggau · Jerchel · Jeseritz · Kassieck · Kloster Neuendorf · Köckte · Letzlingen · Lindstedt · Mieste · Miesterhorst · Peckfitz · Potzehne · Roxförde · Sachau · Schenkenhorst · Seethen · Sichau · Solpke · Trüstedt · Wannefeld · Wiepke · Zichtau